# Саватий (Никитин)
Епископ Саватий (в миру Семён Никитин; 1850-е — 12 марта 1933, Елохино, Ярославская область) — епископ Древлеправославной Церкви Христовой (старообрядцев, приемлющих белокриницкую иерархию), епископ Ярославский, Вологодский и Архангельский.

## Биография
Происходил из семьи казаков-старообрядцев. Историк РПСЦ Виктор Боченков писал в 2019 году: «Где именно он родился, признавал ли он изначально белокриницкой священство или принадлежал от рождения к другому старообрядческому согласию, наверняка сказать сложно». Воевал на Русско-турецкой войне 1877—1878 годов. С этой войны привёз красавицу-турчанку и после принятия ею православия женился на ней.
Поселившись после войны в Замолодине, Семён Никитин занялся торговлей. Дела шли неплохо, и вскоре он с семьёй перебрался в Кострому, в собственный дом. Но жена рано умерла, и Никитину, ревностному староверу, пришлось одному воспитывать детей в «страхе Божием» и в верности «древлему благочестию». Достаток позволил дать детям хорошее образование. А в 1906 году купец отправил сына Василия учиться в Москву, в Старообрядческое городское училище.
Дата священнической хиротонии неизвестна, но она состоялась не ранее 1914 года. Служил в селе Койда Мезенского уезда Архангельской губернии.
Почтенный вдовец Семен Никитин был пострижен во иноки, наречён Саватием и 5 июня 1922 года рукоположён в епископы с титулом «епископ Ярославский, Вологодский и Архангельский».
Был участником Освященных соборов 1925, 1926 и 1927 годов на Рогожском кладбище.
В сентябре 1928 года был участником Освященного Собора Старообрядческой Церкви, последнего перед многолетним перерывом, на котором епископом был избран его сын Василий.
В конце 1920-х годов был арестован, но вскоре освобождён. По одним сведениям, он остался на Севере, где скончался «от старости». По другим — престарелый архиерей вернулся умирать в Кострому… 12 марта 1933 года в деревне Елохино Ярославской области.